# Michel Host
Pour les articles homonymes, voir Host.
Michel Host, né le 30 septembre 1937 à Furnes et mort le 6 juin 2021 à Paris,, est un écrivain français.

## Biographie
Michel Host est né de parents français installés en Belgique.
Après avoir été instituteur, agrégé d'espagnol et professeur de lycée, Michel Host enseigne en 1996 la langue et la littérature espagnoles du Siècle d'or au CNED.
Chroniqueur littéraire à la Revue des Deux Mondes et à Révolution (devenu Regards), il est cofondateur de la revue L'Art du bref en 1995 et président d'honneur de la revue en ligne La Cause Littéraire.
Il commence l'écriture en 1975 et mit sept ans à aboutir son premier roman, L'Ombre, le Fleuve, l'Été, qui figure dans les listes du Goncourt et du Renaudot.
Il assume que son écriture est référencée, notamment par Jean Ricardou, et appelle à une lecture active.
Écrivain discret qui a obtenu le prix Goncourt à 49 ans, il explique que cette distinction lui a fait accepter son traitement de dialyse et l'a conduit à s'investir davantage dans l'écriture.
Il meurt de la Covid-19 le 6 juin 2021,.

## Œuvre

### Romans
- L'Ombre, le Fleuve, l'Eté, roman, Grasset, 1983 Prix Robert-Walser 1984, Bienne, Suisse, pour la première fois décerné à un romancier français.
- Valet de nuit, roman, Grasset, 1986 Prix Goncourt 1986.
- La Soirée, roman, Maren Sell, 1989 (épuisé), rééd. de poche, Mille et Une Nuits, 2002
- La Maison Traum, roman, Grasset, 1990
- Images de l'Empire, roman d'un chroniqueur, Ramsay-De Cortanze, 1991 (épuisé), rééd. Olympio, 2001
- L'Affaire Grimaudi, roman, Rocher, 1995Ouvrage collaboratif de Alain Absire, Michel Host, Jean Claude Bologne, Dominique Noguez, Claude Pujade-Renaud, Martin Winckler et Daniel Zimmermann.
- Roxane, roman, Zulma-Calmann-Lévy, 1997
- Converso ou la Fuite au Mexique, Fayard, 2002
- Zone blanche, Fayard, 2004
- Mémoires du serpent, roman, Hermann, 2010

### Nouvelles
- Les Cercles d'or, nouvelles, Grasset, 1989
- Heureux Mortels, nouvelles, Fayard, 2002Grand Prix SGDL de la Nouvelle 2003.
- Le Petit Chat de neige, nouvelles, Rhubarbe, 2007
- L'Amazone boréale, nouvelles, Le Grand Miroir, 2008
- Une vraie jeune fille, nouvelles, Weyrich, 2015

### Souvenirs
- Les Attentions de l'enfance, récits, Bernard Dumerchez, 1996Prix du livre de Picardie 1996.

### Poésie
- Déterrages/villes, poèmes, Bernard Dumerchez, 1997
- Graines de pages, proses et poèmes sur 60 photos de Claire Garate, Genève, Eboris, 1999
- Poème d'Hiroshima, oratorio, Rhubarbe, 2005
- Les Jardins d’Atalante, poème, Rhubarbe, 2014
- La Ville aux hommes, poèmes, Encres vives, 2015

### Écrits divers
- Forêt Forteresse, conte pour aujourd'hui, La Différence, 1993
- Peter Sís, l'imagier du temps, Grasset, 1996
- Journal de vacances d'une chatte parisienne, La Goutte d'Eau, 1996 (hors commerce)
- Regards, album, Blanc-Mesnil 2000, 1999
- Alentours, petites proses, L'Escampette, 2001
- Figurations de l'amante, postface de Didier Bazy, L'Atlantique, 2010
- Petit Vocabulaire de survie. Contre les agélastes et la timidité de la pensée et du dire, dictionnaire, Hermann, 2012
- L’Arbre et le Béton, dialogue avec Margo Ohayon, Rhubarbe, 2016

### Carnets d'un fou
Tous publiés aux éditions de Londres, coll. « Collection » (livre numérique)
- Carnets d'un fou 2000, 8 mai 2016
- Carnets d'un fou 2001, 6 octobre 2016
- Carnets d'un fou 2014, 19 août 2015
- Carnets d'un fou 2015, 20 février 2016
- Carnets d'un fou 2016, 9 avril 2017

### Préfaces
- Nuno Júdice (trad. Michel Chandeigne, préf. Michel Host), Les degrés du regard, anthologie, Bordeaux, L’Escampette, 1993
- La Araucana, de Alonso de Ercilla, traduit de l'espagnol par Alexandre Nicolas, UTZ, 1993

### Traduction
- Sonnets de Luis de Góngora y Argote, Bernard Dumerchez, 2002